# 1531 w literaturze
Wydarzenia literackie w 1531 roku.

## Nowe książki
- polskie
  - Stanisław Kleryka – Fortuna

## Urodzili się
- Ercole Bottrigari – włoski uczony i poeta (zm. 1612)